# Edmund Murton Walker
Edmund Murton Walker (5 de outubro de 1877 - 14 de fevereiro de 1969) foi um entomologista canadense.